# Eventi sportivi nel 2025

## Atletica leggera
- 22 - 23 febbraio: Campionati sudamericani di atletica leggera indoor 2025, Cochabamba
- 6 - 7 marzo: Campionati europei di atletica leggera indoor 2025, Apeldoorn
- 21 - 23 marzo: Campionati del mondo di atletica leggera indoor 2025, Nanchino
- 12 - 13 aprile: Campionati europei di corsa su strada 2025, Bruxelles e Lovanio
- 25 - 27 aprile: Campionati sudamericani di atletica leggera 2025, Mar del Plata
- 26 aprile - 27 agosto: Diamond League 2025, sedi varie
- 10 - 11 maggio: World Athletics Relays 2025, Guangzhou
- 18 maggio: Campionati europei a squadre di marcia 2025, Poděbrady
- 27 - 31 maggio: Campionati asiatici di atletica leggera 2025, Gumi
- 24 - 29 giugno: Campionati europei a squadre di atletica leggera 2025, Madrid
- 17 - 20 luglio: Campionati europei under 23 di atletica leggera 2025, Bergen
- 7 - 10 agosto: Campionati europei under 20 di atletica leggera 2025, Tampere
- 15 - 17 agosto: Campionati nord-centroamericani e caraibici di atletica leggera 2025, Nassau
- 13 - 21 settembre: Campionati del mondo di atletica leggera 2025, Tokyo
- 27 settembre - 5 ottobre: Campionati del mondo di atletica leggera paralimpica 2025, Nuova Delhi

## Badminton
- 8 - 13 aprile: Campionati europei di badminton 2025, Horsens
- 8 - 13 aprile: Campionati asiatici di badminton 2025, Ningbo

## Calcio
- 4 - 17 maggio: Campionato europeo femminile under 17 di calcio 2025, Fær Øer
- 19 maggio - 1º giugno: Campionato europeo di calcio Under-17 2025, Albania
- 11 - 28 giugno: Campionato europeo di calcio Under-21 2025, Slovacchia
- 13 - 26 giugno: Campionato europeo di calcio Under-19 2025, Romania
- 2 - 27 luglio: Campionato europeo femminile di calcio 2025, Svizzera

## Canoa
- 19 - 22 giugno: Campionati europei di canoa/kayak sprint 2025, Račice

## Ciclismo

### Ciclismo su pista
- 12 - 16 febbraio: Campionati europei di ciclismo su pista 2025, Heusden-Zolder

### Ciclismo su strada
- 17 gennaio - 19 ottobre: UCI Women's World Tour 2025
- 21 gennaio - 19 ottobre: UCI World Tour 2025
- 9 maggio - 1º giugno: Giro d'Italia 2025
- 5 - 27 luglio: Tour de France 2025
- 6 - 13 luglio: Giro d'Italia Women 2025
- 23 agosto - 14 settembre: Vuelta a España 2025

### Ciclocross
- 24 novembre 2024 - 26 gennaio - Coppa del mondo di ciclocross 2024-2025
- 31 gennaio - 2 febbraio: Campionati del mondo di ciclocross 2025, Liévin

## Football americano
- 9 febbraio: Super Bowl LIX, Caesars Superdome, New Orleans
- Campionato europeo A di football americano 2025
- Campionato europeo B di football americano 2024-2025
- Campionato mondiale di football americano 2025, Germania (inizialmente da disputarsi nel 2019, rinviato al 2023, poi nuovamente rinviato a quest'anno)

## Ginnastica

### Ginnastica artistica
- 26 - 31 maggio: Campionati europei individuali di ginnastica artistica 2025, Lipsia

### Ginnastica ritmica
- 4 aprile - 27 luglio: Coppa del Mondo di ginnastica ritmica 2025
- 4 - 8 giugno: Campionati europei di ginnastica ritmica 2025, Tallinn
- 18 - 22 giugno: Campionati mondiali juniores di ginnastica ritmica 2025, Sofia

## Judo
- 23 - 27 aprile: Campionati europei di judo 2025, Podgorica
- 27 aprile: Campionati europei a squadre di judo 2025, Podgorica
- 13 - 20 giugno: Campionati mondiali di judo 2025, Budapest

## Lotta
- 7 - 13 aprile: Campionati europei di lotta 2025, Bratislava

## Pallacanestro
- 18 - 29 giugno: Campionato europeo femminile di pallacanestro 2025, Repubblica Ceca, Germania, Italia, Grecia
- 27 agosto - 14 settembre: Campionato europeo maschile di pallacanestro 2025, Lettonia, Cipro, Finlandia, Polonia

## Pallavolo
- 2 - 13 luglio: Campionato mondiale femminile under 19 di pallavolo 2025, Croazia, Serbia
- 2 - 13 luglio: Campionato europeo femminile under 16 di pallavolo 2025, Albania, Kosovo
- 22 agosto - 7 settembre: Campionato mondiale femminile di pallavolo 2025, Thailandia
- 12 - 28 settembre: Campionato mondiale maschile di pallavolo 2025, Filippine

## Pattinaggio
- 10 - 12 gennaio: Campionati europei di pattinaggio di velocità 2025,  Heerenveen
- 28 gennaio - 2 febbraio: Campionati europei di pattinaggio di figura 2025,  Tallinn
- 13 - 16 marzo: Campionati mondiali di pattinaggio di velocità su distanza singola 2025, Hamar

## Rugby
- 31 gennaio - 15 marzo: Sei Nazioni 2025
- 22 marzo - 27 aprile: Sei Nazioni femminile 2025
- 29 giugno - 19 luglio: Campionato World Rugby Under-20 2025
- 22 agosto - 27 settembre: Coppa del Mondo di rugby femminile 2025

## Scacchi
- 23 febbraio - 8 marzo: Campionato del mondo juniores di scacchi 2025 e Campionato del mondo juniores femminile di scacchi 2025, Castellastua
- 6-29 luglio: Coppa del Mondo di scacchi femminile 2025, Batumi
- 3-15 settembre: FIDE Grand Swiss 2025 e FIDE Women's Grand Swiss 2025, Samarcanda
- 26-28 dicembre: Campionato del mondo di scacchi rapidi 2025 e Campionato del mondo femminile di scacchi rapidi 2025, Doha
- 30-31 dicembre: Campionato del mondo di scacchi lampo 2025 e Campionato del mondo femminile di scacchi lampo 2025, Doha

## Scherma
- 25 - 27 gennaio: Campionati del mediterraneo di scherma, Orsera
- 23 - 26 febbraio: Europei cadetti di scherma, Adalia
- 27 febbraio - 2 marzo: Europei juniores di scherma, Adalia
- 7 - 11 aprile: Mondiale giovanile di scherma, Wuxi
- 9 - 16 aprile: Mondiale cadetti di scherma, Wuxi
- 24 - 27 aprile: Europei Under-23 di scherma, Tallinn
- 5 - 10 giugno: Italiani di scherma, Piacenza
- 14 - 19 giugno: Europei di scherma, Genova
- 17 - 23 luglio: XXXII Universiadi di scherma, Essen
- 22 - 30 luglio: Campionato mondiale di scherma 2025, Tbilisi

## Sci

### Biathlon
- 30 novembre 2024 - 23 marzo: Coppa del Mondo di biathlon 2025
- 22 - 26 gennaio: Campionati europei juniores di biathlon 2025, Altenberg
- 29 gennaio - 2 febbraio: Campionati europei di biathlon 2025, Val Martello
- 12 - 23 febbraio: Campionati mondiali di biathlon 2025, Lenzerheide
- 26 febbraio - 5 marzo: Campionati mondiali juniores di biathlon 2025, Östersund

### Freestyle
- 8 settembre 2024 - 29 marzo: Coppa del Mondo di freestyle 2025
- 23 - 26 gennaio: Winter X Games XXIX, Aspen

### Sci alpinismo
- 14 dicembre 2024 - 13 aprile: Coppa del Mondo di sci alpinismo 2025
- 2 - 9 marzo: Campionati mondiali di sci alpinismo 2025, Morgins

### Sci alpino
- 26 ottobre 2024 - 27 marzo: Coppa del Mondo di sci alpino 2025
- 23 novembre 2024 - 23 marzo: Coppa Europa di sci alpino 2025
- 11 dicembre 2024 - 25 marzo: Coppa del Mondo di sci alpino paralimpico 2025
- 4 - 16 febbraio: Campionati mondiali di sci alpino 2025, Saalbach-Hinterglemm
- 8 - 11 febbraio: Campionati mondiali di sci alpino paralimpico 2025, Maribor
- 27 febbraio - 6 marzo: Campionati mondiali juniores di sci alpino 2025, Tarvisio

### Sci nordico
- 23 novembre 2024 - 30 marzo: Coppa del Mondo di salto con gli sci 2025
- 29 novembre 2024 - 22 marzo: Coppa del Mondo di combinata nordica 2025
- 29 novembre 2024 - 23 marzo: Coppa del Mondo di sci di fondo 2025
- 3 - 15 febbraio: Campionati mondiali juniores di sci nordico 2025, Schilpario, Lake Placid
- 26 febbraio - 9 marzo: Campionati mondiali di sci nordico 2025, Trondheim

### Sci velocità
- 21 gennaio - 20 marzo: Coppa del Mondo di sci di velocità 2025
- 17 - 30 marzo: Campionati mondiali di sci di velocità 2025, Vars

### Snowboard
- 1º settembre 2024 - 6 aprile: Coppa del Mondo di snowboard 2025
- 23 - 26 gennaio: Winter X Games XXIX, Aspen
- 20 - 29 marzo: Campionati mondiali di snowboard 2025, Engadina

## Slittino
- 30 novembre 2024 - 23 febbraio: Coppa del Mondo di slittino 2025
- 5 dicembre 2024 - 2 marzo: Coppa del Mondo juniores di slittino 2025
- 18 - 19 gennaio: Campionati mondiali di slittino su pista naturale 2025, Kühtai
- 18 - 19 gennaio: Campionati europei di slittino 2025, Winterberg
- 1º - 2 febbraio: Campionati mondiali juniores di slittino 2025, Sankt Moritz
- 6 - 8 febbraio: Campionati mondiali di slittino 2025, Whistler
- 27 - 28 febbraio: Campionati europei juniores di slittino 2025, Sigulda

## Sollevamento pesi
- 13 - 21 aprile: Campionati europei di sollevamento pesi 2025, Chișinău
- 3 - 12 ottobre: Campionati mondiali di sollevamento pesi 2025, Førde

## Sport acquatici
- 22 - 28 maggio: Campionati europei di tuffi 2025, Adalia
- 28 - 31 maggio: Campionati europei di nuoto di fondo 2025, Cittavecchia
- 2 - 5 giugno: Campionati europei di nuoto artistico 2025, Funchal
- 26 - 28 giugno: Campionati europei under 23 di nuoto 2025, Šamorín
- 1 - 6 luglio: Campionati europei giovanili di nuoto 2025, Šamorín
- 11 luglio - 3 agosto: Campionati mondiali di nuoto 2025, Singapore

## Tennis tavolo
- 17 - 25 maggio: Campionati mondiali di tennistavolo 2025, Doha

## Manifestazioni multisportive
- 3 - 14 febbraio: IX Giochi asiatici invernali, Harbin
- 6 - 16 febbraio: XVII Festival olimpico invernale della gioventù europea, Bakuriani
- 27 - 31 maggio: XX Giochi dei piccoli stati d'Europa, Andorra la Vella
- 16 - 27 luglio: XXXIII Giochi mondiali universitari estivi, Regione metropolitana Reno-Ruhr
- 20 - 26 luglio: XVIII Festival olimpico estivo della gioventù europea, Skopje